# Den Danske Mercurius
Den Danske Mercurius (с дат. — «Датский Меркурий») — поэтический ежемесячник, первая датская газета.
Первый номер опубликован 1 августа 1666 года. До смерти в 1677 году издавалась Андерсом Бордингом.
Газета выходила раз в месяц двумя выпусками ин-кварто. Новости Дании и мира сообщались александрийскими стихами. Газета подражала стихотворной газете «Историческая муза» (Muse historique), в которой обозреватель театральной жизни Парижа Жан Лоре в 1650—1665 годах описывал различные театральные представления.
После смерти Бординга в 1677 году газета выходила ещё 14 лет. Закрылась в июне 1691 года.